# Dangerously in Love
Dangerously in Love é o álbum de estreia solo da artista musical estadunidense Beyoncé. Foi lançado em 23 de junho de 2003 pela Columbia Records e Music World Entertainment. Durante a gravação do terceiro álbum de estúdio do Destiny's Child Survivor (2001), o grupo anunciou que elas produziriam álbuns solos para serem lançados. As sessões de gravação do álbum aconteceram de março de 2002 a março de 2003 em vários estúdios, durante o hiato de seu então grupo Destiny's Child. Como produtora executiva do álbum, Beyoncé assumiu um papel mais amplo em sua produção, co-escrevendo a maioria das músicas, escolhendo quais produzir e compartilhar ideias sobre a mixagem e masterização de faixas.
As faixas do álbum são uma mistura de músicas uptempo e baladas, que são basicamente inspiradas nos gêneros R&B e soul; também apresenta elementos de hip hop e música árabe. Embora Beyoncé tenha se mantido discreta sobre sua interpretação das canções, seus significados subjacentes foram atribuídos pelos escritores de música como uma alusão à sua relação íntima com o então namorado e conhecido rapper Jay-Z. Dangerously in Love recebeu críticas positivas de críticos de música após seu lançamento, com os críticos elogiando o "salto artístico" de Knowles. O álbum também recebeu inúmeros elogios, ganhando cinco prêmios no Grammy Awards de 2004 em 8 de fevereiro.
A Dangerously in Love alcançou um sucesso comercial mundial, obtendo certificações multi-platina na Austrália, no Reino Unido e nos Estados Unidos. O álbum estreou em primeiro lugar na parada americana Billboard 200, vendendo 317.000 cópias em sua primeira semana, o que rendeu a Beyoncé as maiores vendas de estréia entre os álbuns solo dos membros do Destiny's Child. Dangerously in Love já vendeu mais de onze milhões de cópias em todo o mundo e produziu dois singles número 1 da Billboard Hot 100 - "Crazy in Love" e "Baby Boy" - e dois top cinco singles - "Me, Myself and I" e "Naughty Girl".

## Antecedentes
Beyoncé iniciou sua carreira musical como vocalista principal do grupo feminino de R&B Destiny's Child no final da década de 1990. De acordo com Corey Moss, da MTV News, "os fãs estavam ansiosos para ver como Beyoncé, depois de anos com o grupo Destiny's Child, seria em sua carreira solo". Durante a gravação do terceiro álbum de estúdio das Destiny's Child, Survivor, em 2000, Beyoncé anunciou o grupo seria colocado em hiato para que cada uma de suas integrantes pudessem produzir álbuns solo. As integrantes do grupo inicialmente planejaram que este anúncio iria despertar mais interesse no Destiny's Child. A ideia dos lançamentos solo do grupo emanou seu empresário e pai de Beyoncé, Matthew Knowles.
Com diferentes estilos musicais para serem produzidos por cada integrante, os álbuns não tinham intenção de competir nas tabelas musicais. A gestão das Destiny's Child estrategicamente planejou o lançamento do álbum em diferentes épocas; Michelle Williams foi a primeira das integrantes a lançar seu álbum solo de estreia, intitulado Heart to Yours, em abril de 2002. Enquanto isso, Beyoncé estreou nos cinemas como uma das protagonistas do longa-metragem Austin Powers in Goldmember e lançou seu primeiro single solo "Work It Out", que conta com a participação de Missy Elliott. Além de fazer parte da trilha sonora do filme. Kelly Rowland colaborou com o rapper Nelly na faixa "Dilemma" como artista convidada. Após atingir sucesso comercial ao liderar a Billboard Hot 100 por sete semanas consecutivas, a gravadora de Rowland avançou o lançamento de seu primeiro álbum solo Simply Deep no final de 2002. Beyoncé também atuou em The Fighting Temptations e gravou mais um single solo. Em agosto de 2002, ela colaborou com o rapper Jay-Z em "'03 Bonnie & Clyde" e passou a namorá-lo após diversas especulações. Apesar de ser um single de Jay-Z, Beyoncé acabou por ganhar maior credibilidade e aumentou as possibilidades do lançamento de Dangerously in Love.

## Gravação

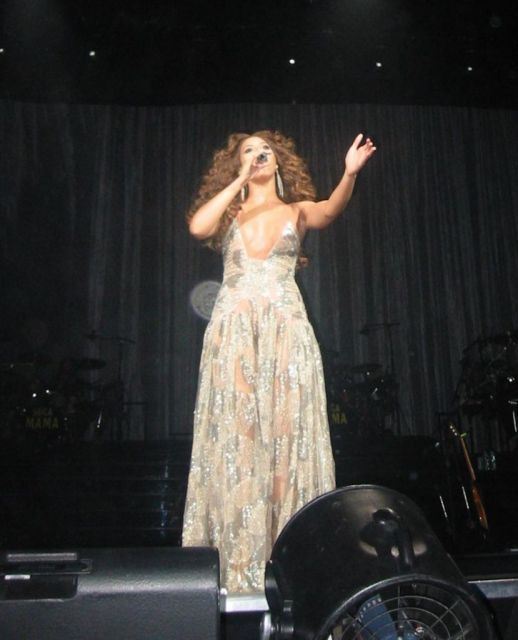
Beyoncé cantando a faixa-título "Dangerously in Love 2", cantada originalmente por Destiny's Child.

Antes de Beyoncé começar a gravar para Dangerously in Love, ela selecionou os produtores com quem iria colaborar. Durante dois dias, ela realizou reuniões com potenciais produtores da Costa Oeste do outro lado da Costa Leste, e teve entrevistas com eles. Beyoncé foi para Miami, Flórida, para começar as sessões com o produtor musical canadense Scott Storch, seu primeiro colaborador, e morou em um hotel de Miami nos meses seguintes. Como ela queria se concentrar no álbum, Beyoncé tomou seu tempo para evitar o aumento de pressão, significativamente diferente das produções apressadas de Destiny's Child.
Como ela fez em Survivor, Beyoncé assumiu um papel mais amplo na produção de Dangerously in Love, co-escrevendo a maioria das músicas, escolhendo quais produzir e compartilhar ideias sobre a mixagem e masterização de faixas. Apesar de Beyoncé não criar batidas, ela surgiu com melodias e idéias que compartilhava com os produtores. Com 43 músicas concluídas - 15 das quais chegaram ao álbum- Beyoncé é creditada como co-roteirista e co-produtora, bem como produtor executivo do álbum ao lado de Matthew Knowles.
Beyoncé sentiu que gravar um álbum sem seus companheiros de grupo era "libertador e terapêutico", entrando no estúdio e livremente expressando suas idéias com seus colaboradores. A dependência que ela desenvolveu com o Destiny's Child, no entanto, significava que era mais difícil "fazer isso com criatividade". Como ela queria crescer como artista, Beyoncé contatou outros artistas com o objetivo de formar uma parceria colaborativa. Quando o coletivo terminou de escrever várias músicas, ela imprimiu cópias de cada uma e enviou-as a possíveis artistas convidados. Ela conversou com eles por telefone para uma possível colaboração, eventualmente obtendo sua aprovação. Além de Jay-Z, Beyoncé pôde trabalhar com o artista jamaicano Sean Paul, entre outros. Em contraste, alguns artistas enviaram cópias de músicas para Beyoncé, que acabaram sendo produzidas. Além disso, Beyoncé também trabalhou com Timbaland e Missy Elliott em uma faixa intitulada "Wrapped Around Me" para o álbum. Eventualmente, no entanto, por motivos desconhecidos, a música não apareceu no álbum.
Dangerously in Love foi originalmente uma canção do mesmo título que Beyoncé havia escrito para Survivor. A música foi considerada muito sofisticada em comparação com outras músicas no Survivor, e o grupo decidiu não lançá-la como single do álbum. Depois de gravar várias faixas de Dangerously in Love , Beyoncé decidiu adicionar "Dangerously in Love", depois de perceber que ele se encaixava no tema principal do álbum. Desde que a data de lançamento do álbum foi adiada para capitalizar o sucesso de "Dilemma", Beyoncé foi oferecida a chance de melhorar ainda mais o álbum. Embora ela tenha ficado desapontada com a mudança, Beyoncé percebeu que "tudo acontece por um motivo", concordando em retornar ao estúdio de gravação para trabalhar com outros compositores. Isso permitiu que ela gravasse mais músicas, incluindo o single principal do álbum, "Crazy in Love" mas semanas para gravar em março de 2003, Beyoncé ainda estava colaborando com outros convidados do álbum, incluindo Sean Paul e P. Diddy.

## Música e letras
A mãe-gerente de Beyoncé, Tina Knowles, disse que Dangerously in Love mostra suas raízes musicais. Enquanto Williams e Rowland estavam no gospel e no pop alternativo, respectivamente, Beyoncé se concentrou em gravar músicas de R&B. As músicas do álbum são variadas: de faixas de ritmo médio e orientadas a clubes no primeiro tempo, e baladas no segundo tempo. Beyoncé comentou: "Meu álbum é um bom balanço de ... baladas e ... mid-and-acos com apenas a sensação de curtir o carro, muitas músicas de ritmo acelerado, muito sexy músicas, para músicas que fazem você se sentir emocional. É uma boa mistura de diferentes tipos de faixas." Embora o álbum contenha músicas de alta energia como "Crazy in Love" e "Naughty Girl", o modo focal do álbum, no entanto, é lento e temperamental. Beyoncé disse que ela tinha escrito muitas baladas para o álbum. De acordo com Beyoncé, ela queria ser entendida como uma artista e mostrar seu alcance, e ao fazê-lo, ela misturou vários gêneros e influências musicais no álbum. O álbum incorpora influências de R&B, hip hop, soul e o reggae. O álbum teve influências de hip hop de Jay-Z, Outkast e Lil' Kim; o reggae é de Sean Paul; e cortesia de Storch, o álbum explora a música árabe. Seu estudo pessoal desse tipo de música deu ao álbum uma vibe do Oriente Médio. Beyoncé e os produtores também usaram uma ampla gama de instrumentações.
Quando "'03 Bonnie & Clyde" foi lançada como single no final de 2002, os críticos e o público haviam especulado que Beyoncé e Jay-Z estavam tendo um caso mútuo. Apesar dos rumores generalizados, eles permaneceram em silêncio sobre seu relacionamento. De acordo com os críticos, o próprio título do álbum soou "mais intrigante" com Beyoncé cantando canções pessoais. Embora o amor é o tema que Beyoncé incorporou no álbum, "a maioria do material é vago o suficiente para ser sobre qualquer relacionamento"; no entanto, existem músicas que sugerem a afirmação de seu relacionamento. Na canção "Signs", Beyoncé canta sobre estar apaixonada por um Sagitário, que coincidentemente é o signo de Jay-Z. Em resposta aos rumores persistentes sobre eles, Beyoncé declarou: "As pessoas podem chegar a qualquer conclusão que quiserem ... Essa é a beleza da música ... Eu sou uma cantora, vou falar sobre como escrever músicas para você, Mas quando se trata de certas coisas pessoais, qualquer pessoa normal não diria às pessoas que elas não conhecem, eu apenas sinto que não tenho que falar [sobre isso]."
Beyoncé disse que Dangerously in Love é liricamente semelhante aos álbuns do Destiny's Child. Mas porque ela só tinha que escrever para si mesma, Beyoncé teve a chance de compor músicas pessoalmente mais profundas do que seus registros anteriores com o grupo. Com um tema que é baseado em diferentes fases de um relacionamento romântico, Dangerously in Love contém canções que falam de amor e honestidade. Além disso, Beyoncé admitiu que há músicas sobre fazer amor. O conteúdo pessoal do álbum, no entanto, não foi geralmente atribuído às próprias experiências de Beyoncé - embora algumas fossem baseadas nas dela - em vez disso, o tema continuou recorrente em sua mente. Beyoncé explicou mais tarde: "Eu queria ter um álbum que todos pudessem se relacionar e ouvir enquanto eu estivesse vivo e mesmo depois ... O amor é algo que nunca sai de moda. É algo que todo mundo experimenta, e se eles não estão apaixonados, as pessoas geralmente querem sentir isso ..." Enquanto algumas músicas meramente focam na "beleza do amor", o álbum também explora outro lado do amor, com músicas que" celebram o rompimento "e canções que narram o desejo de uma mulher de ter um grau de controle em um relacionamento. A faixa escondida do álbum, "Daddy", é uma homenagem a Mathew Knowles, pai da cantora que liderou o Destiny's Child como seu gerente. A canção é um relato de Beyoncé querendo que seu futuro marido e filho possuam qualidades semelhantes às do pai dela. Originalmente, Beyoncé não pretendia incluir a faixa no álbum, tendo pensado que suas letras a fariam parecer imatura. No entanto, considerando-a uma das músicas que refletiu sua vida naquele momento de transição, ela relegou "Daddy" como a faixa de encerramento.

## Lançamento e promoção

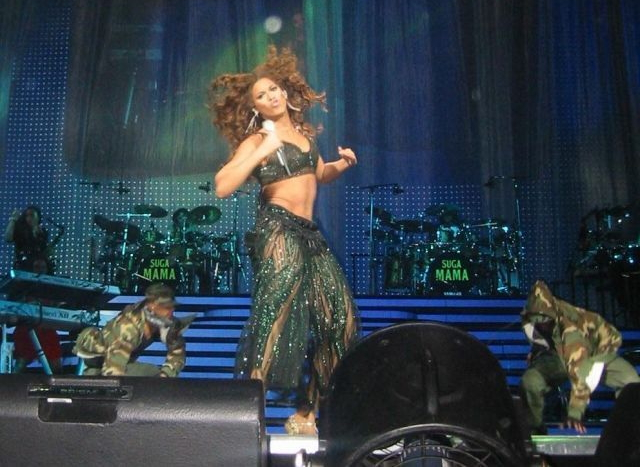
Beyoncé performando "Baby Boy" durante a The Beyoncé Experience Tour em 2007.

Beyoncé disse que teve dificuldade em convencer os executivos da Columbia Records a lançarem o álbum. O cantor contou que o projeto quase não foi lançado: "Em 2003, eu tive meu primeiro álbum solo. Mas quando eu toquei para minha gravadora, eles me disseram que eu não tinha um hit no meu álbum. Eu acho que eles estavam meio certos, pois eu não tinha um eu tinha cinco "Dangerously in Love", "Naughty Girl", "Me, Myself and I", "Baby Boy" e "Crazy in Love". Desde que "Dilemma" estava concorrendo no topo da Billboard Hot 100, a direção de Beyoncé lançou "Work It Out", uma das músicas da trilha sonora de Austin Powers in Goldmember, impedi-o de possivelmente competir com o primeiro.
A partir da data de lançamento original de outubro de 2002, o álbum foi lançado em dezembro do mesmo ano, e até maio do ano seguinte. Beyoncé gravou uma versão de "In Da Club", e serviu o seu caminho para mixtapes antes de sua data de lançamento original. O single não conseguiu dominar como um "dancefloor favorite"; Mathew Knowles, no entanto, confirmou que era apenas um "buzz cut" e não foi incluído no álbum. No entanto, não ganhou airplay suficiente para aparecer nos Hot R&B/Hip-Hop Songs. Enquanto Beyoncé estava encerrando o álbum, várias de suas músicas vazaram. Nos esforços para evitar que mais faixas do álbum sejam propagadas ilegalmente, além de ser uma vítima de contrabando, a Columbia Records, com altas expectativas comerciais do álbum, puxou o lançamento de Dangerously in Love para 24 de junho de 2003, duas semanas antes do lançamento planejado em 8 de julho.
Compradores que encomendaram o álbum on-line receberam links onde puderam baixar uma música intitulada "I Can't Take No More"; a promoção durou até o lançamento do álbum. Em 14 de junho de 2003, Beyoncé estreou canções do álbum durante seu primeiro concerto solo e o especial de televisão pay-per-view, a Ford Presents Beyoncé, Friends & Family, Live From Ford's 100th Anniversary Celebration em Dearborn, Michigan. Na noite do lançamento do álbum, o show de Beyoncé foi transmitido em mais de vinte cinemas nos Estados Unidos. Kelly Rowland, Michelle Williams, Tyrese e a irmã mais nova de Beyoncé, Solange Knowles, também se apresentou durante o show. Beyoncé também promoveu o álbum apresentando-se em programas de televisão como Saturday Night Live, Late Show with David Letterman, Today, The Early Show e The View.
Em abril de 2003, a direção de Beyoncé estava escolhendo o single principal do álbum entre duas músicas. Enviado para os clubes, a música que receberia recepção positiva seria considerada o single principal. Finalmente, "Crazy in Love" foi lançado como o primeiro single do álbum. Com sucesso comercial que incluiu mercados de música crossover, o single passou oito semanas consecutivas no topo da Billboard Hot 100 dos EUA. "Baby Boy" seguiu, e recebeu mais sucesso que "Crazy in Love". Com o seu domínio nas estações de rádio, o single superou a performance do "Crazy in Love", permanecendo no topo por nove semanas consecutivas. "Me, Myself and I" foi lançado como o terceiro e "Naughty Girl" como o quarto e último single; embora os dois últimos lançamentos tenham alcançado apenas os cinco primeiros no Hot 100, todos alcançaram sucesso comercial imediato e ajudaram o álbum a ganhar certificações multi-platina.
Beyoncé promoveu Dangerously in Love com sua turnê Dangerously in Love Tour em novembro de 2003, passando pelo Reino Unido, Irlanda e Holanda. Seu show na Wembley Arena, em Londres, Inglaterra, em 10 de novembro de 2003, foi apresentado no DVD incluído em seu álbum ao vivo, Live at Wembley, lançado em 26 de abril de 2004.

## Singles
"Crazy in Love" foi lançado como o primeiro single em 18 de maio de 2003. Foi elogiado pelos críticos que a descreveram como "delirantemente cativante". O single liderou o Billboard Hot 100, baseado apenas na rotação pesada. Na mesma semana em que a música alcançou o número um, Dangerously in Love também liderou a Billboard 200. O substancial airplay e mais tarde as vendas no varejo de "Crazy in Love" facilitaram a dominar o gráfico, subseqüentemente passando oito semanas seguidas no Hot 100, tornando-se o primeiro single número um de Beyoncé em sua carreira solo. De acordo com Nielsen SoundScan, "Crazy in Love" foi a música mais baixada nos Estados Unidos por quatro semanas consecutivas em julho de 2003. Também se tornou um sucesso internacional, alcançando o topo das paradas na Irlanda e no Reino Unido.
"Baby Boy" foi lançado como o segundo single em 3 de agosto de 2003. Foi bem recebido pela crítica, que declarou ser uma "colaboração de alto nível" que "preenche a lacuna entre os gêneros de R&B e dancehall." Ele finalmente chegou ao Top 100. Atingiu o primeiro lugar da parada oito semanas depois de sua estreia, e ficou lá por nove semanas consecutivas. Atingiu o número dois no UK Singles Chart.
"Me, Myself and I" foi lançado como o terceiro single do álbum em 19 de outubro de 2003. Recebeu uma resposta geralmente positiva, sendo considerada uma balada típica de R & B com um tema familiar, no qual Beyoncé canta com paixão. Chegou ao top dez no Canadá e nos Estados Unidos.
"Naughty Girl" foi lançado como o quarto single do álbum em 14 de março de 2004. A canção foi elogiada pela crítica, que citou sua vibe sensual e escreveu: "Beyoncé emprestou uma parte do clássico "Love to Love You Baby" de Donna Summer, para criar esta celebração da desobediência sensual". Internacionalmente, tornou-se um hit top 10 nos Estados Unidos, Austrália, Canadá, Holanda, Nova Zelândia e Reino Unido.

## Recepção da crítica
| Críticas profissionais | Críticas profissionais |
| Pontuações agregadas   | Pontuações agregadas   |
| Fonte                  | Avaliação              |
| ---------------------- | ---------------------- |
| Metacritic             | 64/100                 |
| Avaliações da crítica  |                        |
| Fonte                  | Avaliação              |
| AllMusic               | [ 36 ]                 |
| Blender                | [ 52 ]                 |
| Entertainment Weekly   | A−                     |
| The Guardian           | [ 41 ]                 |
| Hot Press              | 7/10                   |
| NME                    | 5/10                   |
| Q                      | [ 51 ]                 |
| Rolling Stone          | [ 56 ]                 |
| Slant Magazine         | [ 57 ]                 |
| Vibe                   | 3/5                    |

Dangerously in Love recebeu críticas positivas de críticos de música. No Metacritic, que atribui uma classificação normalizada de 100 a críticas da crítica mainstream, o álbum recebeu uma pontuação média de 64, com base em 16 avaliações. Anthony DeCurtis da Rolling Stone viu que apresenta Beyoncé em dois estilos, um "muito mais lisonjeiro" do que o outro, e encontrou as canções orientadas para baladas no álbum menos lisonjeiro, comentando que Beyoncé tem "muito tempo" para desenvolver o estilo com maturidade que "faria sentido para ela". Neil Drumming do Entertainment Weekly, comentou que o álbum valida o "gosto pela inovação" de Beyoncé. Ele também viu que a colaboração de Beyoncé com vários produtores de discos explora novos rumos na música contemporânea, fazendo mais reinvenção do que revisitando. Como a crítica de DeCurtis, no entanto, Drumming apontou que "a maioria dos erros do disco" está em sua parte final. Sal Cinquemani, da revista Slant, escreveu que "[Beyoncé] tem mais espaço para experimentar vocalmente como artista solo, explorando registros mais suaves e ensaiando a persona coquete que foi apenas sugerida nas faixas de Destiny's Child como 'Bootylicious.'". Steve Jones do USA Today, declarou: "Beyoncé consegue mostrar maior profundidade como compositora e mais ampla gama como cantora". Ben Ratliff do Blender elogiou o desempenho de Beyoncé e declarou: 'Ela está jogando o caçador legal, mas cobrindo as bases com arranjos seráficos de múltiplas vozes. Seu alcance é notável'. Mark Anthony Neal da PopMatters, o chamou de "salto artístico" e escreveu que "encontra a Sra. B no meio de uma feminilidade completamente florescente e fazendo o melhor canto de sua carreira".
Em uma crítica mista, Jason King , da revista Vibe, disse que o álbum ocasionalmente "parece desesperado para alcançar todos os grupos demográficos". Escrevendo no The New York Times,  Kelefa Sanneh sentiu que sentia falta das harmonias que Beyoncé tinha nos discos de Destiny's Child e que ela é mais eficaz "quando ela tem uma legião atrás dela". Rob Fitz patrick da NME, chamou isso de "um cruel vislumbre de um talento que ocasionalmente brilha, mas é frustrantemente inconsistente". Uncut chamou suas baladas de "autopiedade / auto-mitificação", enquanto Q declarou: "Ela tem boas canções, mas não tem ótimas canções". a escritora Natalie Nichols expressou que "demonstra finesse vocal [...] Mas, especialmente nas baladas, [Beyoncé], muitas vezes arrasta as coisas com acrobacias diva". Adam Sweeting do The Guardian, escreveu que 'o desejo desesperado para cobrir cada base musical de dancefloor a balada soul, significa que há apenas uma faixa aqui com qualquer identidade distinta ou mesmo uma melodia'. Em seu guia do consumidor para The Village Voice, Robert Christgau citou "Yes" e "Baby Boy" como os destaques do álbum e comentou, "Dangerously In Love... com seu pai, o conteúdo bônus revela - como se nós não soubesse". Ele deu ao álbum uma menção honrosa de uma estrela, indicando "um esforço digno que os consumidores sintonizados com sua estética dominante ou visão individual possam gostar". Em uma revisão retrospectiva, o editor da AllMusic, Stephen Thomas Erlewine, comentou que "o primeiro semestre é bom o suficiente para tornar Dangerously in Love um dos melhores álbuns urbanos de R&B lançados em 2003, e faz um forte argumento de que Beyoncé poderia ser melhor". cumprindo este destino em vez de se reunir com o Destiny".

## Conquistas
Dangerously in Love e seus singles deram a Beyoncé inúmeros prêmios e indicações. Beyoncé foi reconhecida como Nova Artista Feminina e Nova Artista de R&B, entre os quatro prêmios que ganhou durante o Billboard Music Awards de 2003. No American Music Awards de 2003, o álbum foi indicado na categoria de Álbum de soul/R&B. Ele também recebeu uma indicação na categoria de Melhor Álbum no MOBO Awards de 2003. No Grammy Awards de 2004, Beyoncé ganhou o prêmio de Melhor Álbum de R&B contemporâneo junto com outros quatro prêmios pelas músicas do álbum. Com esse feito, ela empatou com Alicia Keys, Norah Jones, e Lauryn Hill para a maioria dos prêmios Grammy conquistados por uma artista feminina em uma noite. No Brit Awards de 2004, o álbum foi indicado na categoria de Melhor Álbum Internacional, mas perdeu para o Justified de Justin Timberlake. No entanto, a cantora ganhou na categoria Artista Solo Internacional Feminino. Dangerously in Love também foi indicado na categoria de Melhor Álbum no MTV Europe Music Awards de 2004.
A milésima edição da Entertainment Weekly, que celebrou "os novos clássicos" na indústria do entretenimento no período de 1983 a 2008, classificou Dangerously in Love décimo nono na lista "Top 100 dos melhores álbuns dos últimos 25 anos". O álbum também ficou em número cento e oitenta e três na lista "200 álbuns definitivos que moldaram o Rock and Roll" de acordo com o Rock and Roll Hall of Fame. O álbum ficou em décimo segundo na "Gravação do Ano", pela revista The Face, quinquagésimo oitavo no Village Voice na lista "Pazz + Jop 2003", Vibe dos '150 álbuns que definem o Vibe'. Uma pesquisa pública da MTV Base em 2009 colocou o álbum no número cinquenta e oito da lista "Greatest Albums Ever".

## Desempenho comercial
Dangerously in Love estreou em primeiro lugar na tabela na Billboard 200, com vendas de 317 mil cópias de acordo com a Nielsen SoundScan. Na sua segunda semana o álbum caiu para o número dois com 183 mil vendidos, atrás do  Chapter II de Ashanti. Embora as vendas da primeira semana do álbum não coincidam com a de Survivor, que vendeu 663 mil unidades em sua estreia em 2001, Beyoncé teve o maior desempenho de um álbuns solo de uma integrante do Destiny's Child: Rowland vendeu 77 mil cópias de Simply Deep enquanto Williams vendeu 17 mil cópias de Heart to Yours na sua semana mais forte. O álbum foi certificado de platina quádrupla pela Recording Industry Association of America (RIAA). Dangerously in Love continua sendo o álbum mais vendido de Beyoncé até hoje, com vendas acumuladas de cinco milhões de cópias nos Estados Unidos em junho de 2016.
Internacionalmente, Dangerously in Love teve uma recepção comercial semelhante. Em 12 de julho de 2003, Beyoncé tornou-se a primeira artista feminina (e a quinta artista de todos os tempos) a liderar os singles - com "Crazy in Love" - e álbuns ao mesmo tempo nos Estados Unidos e no Reino Unido, seguindo os Beatles, Simon & Garfunkel, Rod Stewart e Men at Work. Em junho de 2011, o álbum havia vendido mais de 1,15 milhão de cópias no Reino Unido, e a British Phonographic Industry (BPI), já certificou o álbum com platina quádruplo para vendas de mais de 1,2 milhão de unidades. Dangerously in Love foi o décimo quinto álbum mais vendido de 2003 no Reino Unido, e é o segundo álbum mais vendido de Beyoncé no país. Na Austrália, alcançou o número dois; o álbum foi certificado como platina tripla pela Australian Recording Industry Association (ARIA) para vendas de 210 mil cópias. Em 2003, Dangerously in Love foi o quinquagésimo primeiro álbum mais vendido na Austrália, e o setenta e quatro no ano seguinte. A partir de 2011, o álbum vendeu mais de onze milhões de cópias em todo o mundo.

## Impacto e legado

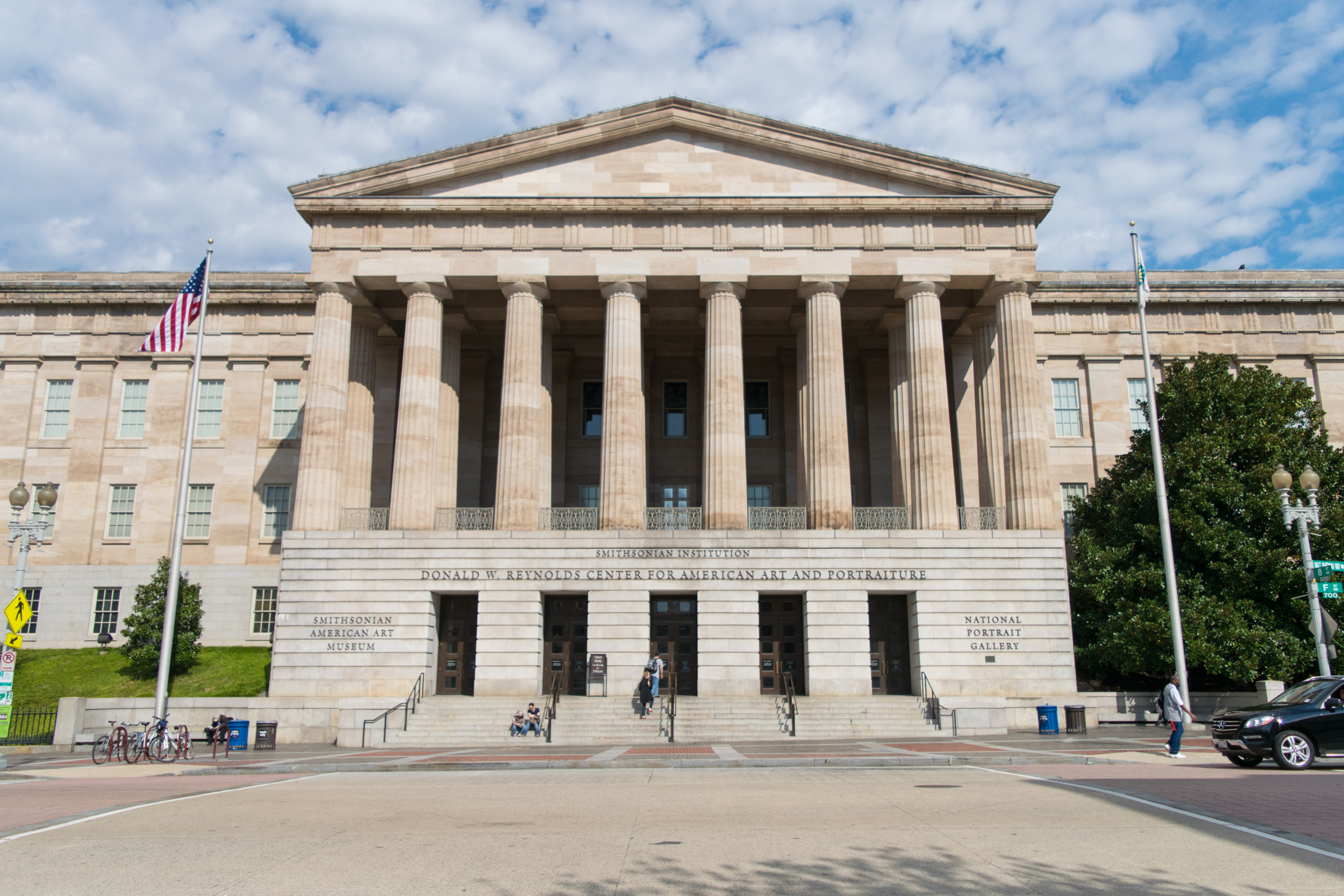
South (F Street) entrance to the National Portrait Gallery / Smithsonian American Art Museum.

Com o lançamento de Dangerously in Love e o sucesso comercial combinado de seus singles, Beyoncé se estabeleceu como uma artista solo estável. Rebecca Louie do New York Daily News, escreveu que o sucesso de Dangerously in Love trouxe Beyoncé em uma "estrela solo sensual" que "floresceu a partir de um grupo feminino", referindo-se ao Destiny's Child. O álbum também facilitou que ela se tornasse uma das artistas mais vendáveis do setor. Ela apareceu na capa de várias revistas, convidada a TV para promoções e assinou acordos comerciais lucrativos. Beyoncé assinou com a PepsiCo, um fabricante de bebidas conglomerado, em 2003, e apareceu em vários comerciais de TV para seus produtos.
A saída criativa das sessões para Dangerously in Love deixou várias faixas prontas para outro álbum. No final de 2003, Beyoncé planejava lançar um álbum de acompanhamento que incluiria músicas que sobraram de Dangerously in Love. O movimento foi solicitado quando uma colaboração de P. Diddy chamada "Summertime", uma faixa que sobrou do álbum, foi enviada para estações de rádio e recebeu uma resposta favorável.
Enquanto isso, o sucesso do álbum incitou o público a acreditar que ele sinaliza que o futuro do Destiny's Child estava incerto, assim como o cantor pop Justin Timberlake "não quis retornar ao 'N Sync depois de experimentar sucesso solo". No entanto, Beyoncé disse que seus projetos paralelos eram apenas "um breve desvio no rolo compressor que se tornou o Destiny's Child". Como o tempo não permitiu, as aspirações musicais de Beyoncé foram colocadas em hiato para ela se concentrar em sua performance no Super Bowl, onde ela foi escalada para cantar o hino nacional dos EUA, e a gravação do quarto álbum do Destiny's Child Destiny Fulfilled; o grupo finalmente se desmembrou em 2006.
Após a separação formal do grupo, Beyoncé gravou e lançou seu segundo álbum B'Day em seu vigésimo quinto aniversário em 4 de setembro de 2006. O álbum deu a Beyoncé seu segundo lugar nos Estados Unidos, e suas vendas na semana de estreia excederam a de Dangerously. Apaixonado , o primeiro vendeu 541 mil unidades. Apesar do desempenho comercial médio dos dois primeiros singles do álbum - nenhum dos quais atingiu o pico da Billboard Hot 100 - sua "bela estreia" foi notada por Keith Caulfield da Billboard, como tendo gerado "por boa vontade obtida com o desempenho de o primeiro álbum de Beyoncé".

## Lista de faixas
| Dangerously in Love – Edição Padrão |                                                             |                                                                                              |                                              |         |  |
| N.º                                 | Título                                                      | Compositor(es)                                                                               | Produtor(es)                                 | Duração |  |
| 1.                                  | "Crazy in Love" (com participação de Jay-Z)                 | Beyoncé Knowles Rich Harrison Eugene Record Shawn Carter                                     | Harrison Knowles                             | 3:56    |  |
| 2.                                  | "Naughty Girl"                                              | Knowles Scott Storch Robert Waller Angela Beyincé Pete Bellotte Giorgio Moroder Donna Summer | Storch Knowles                               | 3:28    |  |
| 3.                                  | "Baby Boy" (com participação de Sean Paul)                  | Knowles Storch Sean Paul Henriques Waller Carter                                             | Storch Knowles                               | 4:04    |  |
| 4.                                  | "Hip Hop Star" (com participação de Big Boi e Sleepy Brown) | Knowles Bryce Wilson Makeda Davis Antwan Patton Carter                                       | Knowles Wilson                               | 3:42    |  |
| 5.                                  | "Be with You"                                               | Knowles Harrison Beyoncé Shuggie Otis George Clinton Jr. William Collins Gary Cooper         | Harrison Knowles                             | 4:20    |  |
| 6.                                  | "Me, Myself and I"                                          | Knowles Storch Waller                                                                        | Storch Knowles                               | 5:01    |  |
| 7.                                  | "Yes"                                                       | Knowles Bernard Edwards Jr. Carter                                                           | Knowles Focus...                             | 4:19    |  |
| 8.                                  | "Signs" (com participação de Missy Elliott)                 | Elliott Nisan Stewart Craig Brockman                                                         | Elliott Brockman [a] Stewart [a] Knowles [b] | 4:58    |  |
| 9.                                  | "Speechless"                                                | Knowles Andreao "Fanatic" Heard Sherrod Barnes Beyincé                                       | Knowles Heard Barnes                         | 6:00    |  |
| 10.                                 | "That's How You Like It" (com participação de Jay-Z)        | Delroy Andrews Brian Bridgeman Knowles Carter Randy DeBarge Eldra DeBarge Etterlene Jordan   | D-Roy Mr. B Knowles                          | 3:39    |  |
| 11.                                 | "The Closer I Get to You" (dueto com Luther Vandross)       | James Mtume Reggie Lucas                                                                     | Nat Adderley Jr.                             | 4:57    |  |
| 12.                                 | "Dangerously in Love 2"                                     | Knowles Errol McCalla Jr.                                                                    | Knowles McCalla Jr.                          | 4:53    |  |
| 13.                                 | "Beyoncé Interlude"                                         | Knowles                                                                                      | Knowles                                      | 0:16    |  |
| 14.                                 | "Gift from Virgo"                                           | Knowles Otis                                                                                 | Knowles                                      | 2:43    |  |
| 15.                                 | "Daddy"                                                     | Knowles Mark Batson                                                                          | Knowles Batson                               | 4:57    |  |
| Duração total:                      | Duração total:                                              | Duração total:                                                                               | Duração total:                               | 60:52   |  |

| Dangerously in Love – Edição européia, latino-americana e australiana |                                                          |                                                                             |                |         |  |
| N.º                                                                   | Título                                                   | Compositor(es)                                                              | Produtor(es)   | Duração |  |
| 15.                                                                   | "Work It Out"                                            | Knowles Pharrell Williams Chad Hugo                                         | The Neptunes   | 4:06    |  |
| 16.                                                                   | "'03 Bonnie & Clyde" (Jay-Z com participação de Beyoncé) | Carter Kanye West Prince Darryl Harper Rick Rouse Tupac Shakur Tyrone Wrice | West           | 3:25    |  |
| 17.                                                                   | "Daddy" (Faixa oculta)                                   | Knowles Batson                                                              | Knowles Batson | 4:57    |  |
| Duração total:                                                        | Duração total:                                           | Duração total:                                                              | Duração total: | 67:47   |  |

| Dangerously in Love – Edição francesa e belga |                                                          |                                              |                |         |  |
| N.º                                           | Título                                                   | Compositor(es)                               | Produtor(es)   | Duração |  |
| 13.                                           | "Gift from Virgo"                                        | Knowles Otis                                 | Knowles        | 2:45    |  |
| 14.                                           | "Bienvenue" (IAM com participação de Beyoncé)            | Akhenaton Shurik'n Deni Hines                | IAM            | 4:05    |  |
| 15.                                           | "Interludio de Beyoncé"                                  | Knowles                                      | Knowles        | 0:16    |  |
| 16.                                           | "Work It Out"                                            | Knowles Williams Hugo                        | The Neptunes   | 4:06    |  |
| 17.                                           | "Bonnie & Clyde '03" (Jay-Z com participação de Beyoncé) | Carter West Prince Harper Rouse Shakur Wrice | West           | 3:25    |  |
| 18.                                           | "Daddy" (Faixa oculta)                                   | Knowles Batson                               | Knowles Batson | 4:57    |  |
| Duração total:                                | Duração total:                                           | Duração total:                               | Duração total: | 72:28   |  |

| Dangerously in Love – edição japonesa |                                                          |                                                                                          |                     |         |  |
| N.º                                   | Título                                                   | Compositor(es)                                                                           | Produtor(es)        | Duração |  |
| 15.                                   | "What's It Gonna Be"                                     | Knowles LaShaun Owens Karrim Mack Corte Ellis Larry Troutman Roger Troutman Kandice Love | Knowles Soul Diggaz | 3:37    |  |
| 16.                                   | "'03 Bonnie & Clyde" (Jay-Z com participação de Beyoncé) | Carter West Prince Harper Rouse Shakur Wrice                                             | West                | 3:25    |  |
| 17.                                   | "Work It Out"                                            | Knowles Williams Hugo                                                                    | The Neptunes        | 4:06    |  |
| 18.                                   | "Daddy" (Faixa oculta)                                   | Knowles Batson                                                                           | Knowles Batson      | 4:57    |  |
| Duração total:                        | Duração total:                                           | Duração total:                                                                           | Duração total:      | 71:02   |  |

| Dangerously in Love – edição especial asiática |                                                          |                                              |                  |         |  |
| N.º                                            | Título                                                   | Compositor(es)                               | Produtor(es)     | Duração |  |
| 15.                                            | "Work It Out"                                            | Knowles Williams Hugo                        | The Neptunes     | 4:06    |  |
| 16.                                            | "Bonnie & Clyde '03" (Jay-Z com participação de Beyoncé) | Carter West Prince Harper Rouse Shakur Wrice | West             | 3:25    |  |
| 17.                                            | "Crazy in Love" (com participação de Vanness Wu)         | Knowles Harrison Carter Record               | Harrison Knowles | 3:56    |  |
| 18.                                            | "Daddy" (Faixa oculta)                                   | Knowles Batson                               | Knowles Batson   | 4:57    |  |
| Duração total:                                 | Duração total:                                           | Duração total:                               | Duração total:   | 71:39   |  |

| Dangerously in Love – Faixa Bônus Pré-Venda |                        |                                    |                |         |  |
| N.º                                         | Título                 | Compositor(es)                     | Produtor(es)   | Duração |  |
| 16.                                         | "I Can't Take No More" | Knowles Mario Winans Michael Jones |                | 4:46    |  |
| Duração total:                              | Duração total:         | Duração total:                     | Duração total: | 65:38   |  |

Notas
- ↑a  significa um co-produtor
- ↑b  significa um produtor vocal

## Prêmios
| Ano  | Prêmio                                          | Nomeação                                          | Categoria                             | Resultado |
| ---- | ----------------------------------------------- | ------------------------------------------------- | ------------------------------------- | --------- |
| 2004 | BRIT Awards                                     | Dangerously In Love                               | Best International Female Solo Artist | Venceu    |
| 2004 | BET Awards                                      | "Crazy in Love" (com Jay-Z)                       | Best Female R&B Artist                | Venceu    |
| 2004 | BET Awards                                      | "Crazy in Love" (com Jay-Z)                       | Best Collaboration                    | Venceu    |
| 2004 | Grammy Awards                                   | "Crazy in Love" (com Jay-Z)                       |                                       |           |
| 2004 | Record of the Year                              | "Crazy in Love" (com Jay-Z)                       | Indicado                              |           |
| 2004 | Best Rap/Sung Collaboration                     | "Crazy in Love" (com Jay-Z)                       | Venceu                                |           |
| 2004 | Best R&B Song                                   | "Crazy in Love" (com Jay-Z)                       | Venceu                                |           |
| 2004 | "Dangerously In Love 2"                         | Best Female R&B Vocal Performance                 | Venceu                                |           |
| 2004 | Dangerously In Love                             | Best Contemporary R&B Album                       | Venceu                                |           |
| 2004 | "The Closer I Get to You" (com Luther Vandross) | Best R&B Performance by a Duo or Group with Vocal | Venceu                                |           |
| 2003 | International Dance Music Awards                | "Crazy in Love" (com: Jay-Z)                      | Best R&B/Urban Dance Track            | Venceu    |
| 2003 | MTV Music Video Awards                          | "Crazy in Love" (com: Jay-Z)                      | Best Female Video                     | Venceu    |
| 2003 | MTV Music Video Awards                          | "Crazy in Love" (com: Jay-Z)                      | Best R&B Video                        | Venceu    |
| 2003 | MTV Music Video Awards                          | "Crazy in Love" (com: Jay-Z)                      | Best Choreography                     | Venceu    |
| 2003 | MTV Music Video Awards                          | "Crazy in Love" (com: Jay-Z)                      | Viewer's Choice                       | Indicado  |
| 2004 | MTV Music Video Awards                          | "Naughty Girl"                                    | Best Female Video                     | Venceu    |
| 2003 | MTV Europe Music Awards                         | "Crazy in Love" (com: Jay-Z)                      | Best R&B Song                         | Venceu    |
| 2003 | MTV Europe Music Awards                         | "Crazy in Love" (com: Jay-Z)                      | Best Song of the year                 | Venceu    |
| 2004 | MTV Video Music Awards Japan                    | "Crazy in Love" (com: Jay-Z)                      | Best Collaboration                    | Venceu    |
| 2004 | ASCAP Pop Music Awards                          | "Crazy in Love" (com: Jay-Z)                      | Most performed song                   | Venceu    |
| 2005 | ASCAP Pop Music Awards                          | "Baby Boy" (com: Sean Paul)                       | Most performed song                   | Venceu    |
| 2005 | ASCAP Pop Music Awards                          | "Me, Myself and I"                                | Most performed song                   | Venceu    |
| 2005 | ASCAP Pop Music Awards                          | "Me, Myself and I"                                | Songwriter of the Year                | Indicado  |
| 2005 | ASCAP Pop Music Awards                          | "Naughty Girl"                                    | Songwriter of the Year                | Venceu    |
| 2005 | ASCAP Pop Music Awards                          | "Naughty Girl"                                    | Most performed song                   | Venceu    |
| 2004 | Soul Train Music Awards"                        | Dangerously In Love                               | Best R&B/Soul Album                   | Venceu    |
| 2004 | Nickelodeon Kids' Choice Awards                 | "Crazy in Love" (com Jay-Z)                       | Favorite Female Performer             | Venceu    |
| 2003 | "Vibe Awards"                                   | "Crazy in Love" (com Jay-Z)                       | Coolest Collaboration                 | Venceu    |

### Precessão e sucessão
| Gráficos de sucessão                                                           | Gráficos de sucessão                                                                         | Gráficos de sucessão                                  |
| ------------------------------------------------------------------------------ | -------------------------------------------------------------------------------------------- | ----------------------------------------------------- |
| Precedido por "Family Affair" por Mary J. Blige                                | Best R&B/Urban Dance Track no International Dance Music Awards ("Crazy in Love") 2003 – 2004 | Sucedido por "Yeah!" por Usher com Lil Jon & Ludacris |
| Precedido por "Get The Party Started" por Pink                                 | Best Female Video no MTV Video Music Award ("Crazy in Love") 2003 – 2004                     | Sucedido por "Naughty Girl" por Beyoncé               |
| Precedido por "No More Drama" por Mary J. Blige                                | Best R&B Video no MTV Video Music Award ("Crazy in Love") 2003 – 2004                        | Sucedido por "If I Ain't Got You" por Alicia Keys     |
| Precedido por "Can't Get You Out Of My Head" por Kylie Minogue                 | Best Choreography no MTV Video Music Award ("Crazy in Love") 2003 – 2004                     | Sucedido por "Hey Mama" por Black Eyed Peas           |
| Precedido por "Get the Party Started" por Pink                                 | Best Song no MTV Europe Music Awards ("Crazy in Love") 2003 – 2004                           | Sucedido por "Hey Ya!" por Outkast                    |
| Precedido por "Beautiful" por Snoop Dogg com Pharrell                          | Best Collaboration no BET Awards ("Crazy in Love") 2004 – 2005                               | Sucedido por "1, 2 Step" por Ciara com Missy Elliott  |
| Precedido por "Gimme The Light" por Sean Paul                                  | Best International Video Artist no MuchMusic Video Awards ("Crazy in Love") 2004 – 2005      | Sucedido por "Caught Up" por Usher                    |
| Precedido por "Good Life" por Suite Chic com Firstklas                         | Best Collaboration no MTV Video Music Awards Japan ("Crazy in Love") 2004 – 2005             | Sucedido por "Numb/Encore" por Jay-Z e Linkin Park    |
| Precedido por "Dilemma" por Nelly com Kelly Rowland                            | Best Rap/Sung Collaboration no Grammy Award ("Crazy in Love") 2004 – 2005                    | Sucedido por "Yeah!" por Usher com Ludacris e Lil Jon |
| Precedido por "Love Of My Life (An Ode To Hip Hop)" por Erykah Badu com Common | Best R&B Song no Grammy Award ("Crazy in Love") 2004 – 2005                                  | Sucedido por "You Don't Know My Name" por Alicia Keys |

## Equipe e colaboradores
Lista-se abaixo os profissionais envolvidos na elaboração de Dangerously in Love, de acordo com encarte do álbum:
| - Beyoncé: vocal principal, produção, produção executiva, produção vocal, escrita - Nat Adderley, Jr.: produção, arranjos, piano elétrico, arranjo de cordas - Tawatha Agree: vocais de apoio - Vicent Alexander: engenharia - Sanford Allen: spalla - Chuckie Amos: cabeleireira - Skip Anderson: arranjos, programação, teclados adicionais - Ray Bardani: engenharia de cordas, mixagem - Sherrod Barnes: produção - Mark Batson: produção, arranjos, instrumentação, regência - Carlos Bedoya: engenharia, engenharia vocal - Big Boi: rimas, produção adicional de vocais - Kevin Bird: estilista de objetos - Craig Brockman: co-produção - John "Jab" Broussard: guitarra adicional - Al Brown: empreitada de cordas - Dan Bucchi: assistência de engenharia de mixagem - Chris Carmouche: engenharia adicional - Jim Caruana: engenharia - Demacio "Demo" Castellon: assistência de engenharia de mixagem - Tom Coyne: masterização - Ian Cuttler: direção de arte - Dahlen: fotografia - Jason Dale: assistência de engenharia de mixagem - Makeda Davis: vocais de apoio - Delroy "D-Roy" Andrews: produção - Missy Elliott: rimas, vocal participante, escrita, produção - Focus...: produção, engenharia, produção - Guru: engenharia - Phil Hamilton: guitarra - Ivan Hampden: tambores - Rich Harrison: produção, instrumentação - Andreao "Fanatic" Herad: produção | - Cissy Houston: vocais de apoio - James Hunter: artista gráfico - Jay-Z: rimas, vocal participante, escrita - Bashiri Johnson: percussão - Scott Kieklak: mixagem - Markus Kinko and Indrani: fotografia - Matthew Knowles: produção executiva - Tina Knowles: estilista - Brendan Kurtz: assistência de engenharia de mixagem - Tony Maserati: mixagem - Errol "Poppi" McCalla, Jr.: produção - Byron Miller: tambores - Mr. B: produção - Sean Paul: vocal participante - Greg Price: assistência de engenharia - Mally Roncal: maquiagem - Dexter Simmons: mixagem - Sleepy Brown: vocal participante - Matt Snedecor: assistência de engenharia de mixagem - Brian Springer: engenharia - Nisan Stewart: co-produção - Scott Storch: produção - Candace Thomas: vocais de apoio - Pat Thrall: engenharia - Luther Vandross: vocal participante, arranjo vocal - Luz Vasquez: assistência de engenharia de mixagem - Stan Wallace: engenharia - Brenda White-King: vocais de apoio - Theresa LaBarbera Whites: A&R - Bryce Wilson: produção - Pat Woodward: assistência de engenharia de mixagem - Dan Workman: guitarra, mixagem |

## Desempenho nas tabelas musicais

### Paradas semanais
| Chart (2003–04)                                        | Maior posição |
| ------------------------------------------------------ | ------------- |
| Alemanha (Offizielle Top 100)                          | 1             |
| Austrália (ARIA)                                       | 2             |
| Áustria (Ö3 Austria Top 40)                            | 3             |
| Bélgica (Ultratop 50 de Flandres)                      | 3             |
| Bélgica (Ultratop 40 da Valônia)                       | 13            |
| Canadá (Billboard Canadian Albums)                     | 1             |
| Dinamarca (Hitlisten)                                  | 5             |
| Escócia (OCC)                                          | 1             |
| Europa (Billboard European Top 100 Albums)             | 1             |
| Estados Unidos (Billboard 200)                         | 1             |
| Estados Unidos (Top R&B/Hip-Hop Albums)                | 1             |
| Finlândia (IFPI Finlândia)                             | 6             |
| França (Syndicat National de l'Édition Phonographique) | 14            |
| Grécia (IFPI)                                          | 1             |
| Hungria (MAHASZ)                                       | 18            |
| Irlanda (IRMA)                                         | 1             |
| Itália (Federazione Industria Musicale Italiana)       | 16            |
| Japão (Oricon)                                         | 12            |
| Noruega (VG-lista)                                     | 1             |
| Nova Zelândia (NZ Top 40 Albums)                       | 8             |
| Polônia (ZPAV)                                         | 18            |
| Países Baixos (MegaCharts)                             | 4             |
| Portugal (Associação Fonográfica Portuguesa)           | 16            |
| Reino Unido (OCC)                                      | 1             |
| Suécia (Sverigetopplistan)                             | 11            |
| Suíça (Schweizer Hitparade)                            | 2             |

| Chart (2003)                                      | Posição   |
| ------------------------------------------------- | --------- |
| Alemanha (Offizielle Top 100)                     | 37        |
| Austrália (ARIA)                                  | 51        |
| Austrália (ARIA Urban Albums)                     | 7         |
| Bélgica (Ultratop Flanders)                       | 39        |
| Estados Unidos (Billboard 200)                    | 19        |
| Estados Unidos (Billboard Top R&B/Hip-Hop Albums) | 12        |
| Finlândia (Suomen virallinen lista)               | 38        |
| França (SNEP)                                     | 73        |
| Hungria (MAHASZ)                                  | 87        |
| Irlanda (IRMA)                                    | 10        |
| Nova Zelândia (RIANZ)                             | 36        |
| Países Baixos (MegaCharts)                        | 31        |
| Reino Unido (OCC)                                 | 14        |
| Suécia (Sverigetopplistan)                        | 66        |
| Suíça (Schweizer Hitparade)                       | 13        |
| Mundo (IFPI)                                      | 5         |
| Chart (2004)                                      | Posição   |
| Austrália (ARIA)                                  | 74        |
| Austrália (ARIA)                                  | 9         |
| Bélgica (Ultratop Flanders)                       | 78        |
| França (SNEP)                                     | 128       |
| EUA (Billboard 200)                               | 29        |
| EUA (Billboard Top R&B/Hip-Hop Albums)            | 12        |
| Reino Unido (OCC)                                 | 96        |
| Países Baixos (MegaCharts)                        | 79        |
| Chart (2005)                                      | Positição |
| EUA (Billboard 200)                               | 195       |
| EUA (Billboard Top R&B/Hip-Hop Albums)            | 98        |

| Chart (2000–09)                        | Posição |
| -------------------------------------- | ------- |
| EUA (Billboard 200)                    | 59      |
| EUA (Billboard Top R&B/Hip-Hop Albums) | 67      |

| Chart                         | Posição |
| ----------------------------- | ------- |
| EUA (Billboard Female Albums) | 95      |

## Vendas e certificações
| Região                                                                                             | Certificação | Vendas     |
| -------------------------------------------------------------------------------------------------- | ------------ | ---------- |
| Alemanha (BVMI)                                                                                    | Platina      | 200,000^   |
| Argentina (CAPIF)                                                                                  | Platina      | 40,000^    |
| Austrália (ARIA)                                                                                   | 3× Platina   | 210,000^   |
| Áustria (IFPI Áustria)                                                                             | Ouro         | 15,000*    |
| Bélgica (BEA)                                                                                      | Ouro         | 25,000*    |
| Canadá (Music Canada)                                                                              | Platina      | 100,000^   |
| Espanha (PROMUSICAE)                                                                               | Ouro         | 50,000^    |
| Estados Unidos (RIAA)                                                                              | 4× Platina   | 5,000,000  |
| França (SNEP)                                                                                      | 2× Ouro      | 280,000*   |
| Grécia (IFPI Grécia)                                                                               | Ouro         | 10,000^    |
| Hong Kong (IFPI Hong Kong Group)                                                                   | Ouro         | 7,500*     |
| Japão (RIAJ)                                                                                       | Ouro         | 100,000^   |
| Noruega (IFPI Noruega)                                                                             | Ouro         | 20,000*    |
| Nova Zelândia (RMNZ)                                                                               | Platina      | 15,000^    |
| Reino Unido (BPI)                                                                                  | 4× Platina   | 1,200,000  |
| Rússia (NFPF)                                                                                      | Platina      | 200,000*   |
| Suécia (GLF)                                                                                       | Ouro         | 30,000^    |
| Suíça (IFPI Suíça)                                                                                 | Platina      | 40,000^    |
| Resumo                                                                                             |              |            |
| Europa (IFPI)                                                                                      | Platina      | 1,000,000* |
| *números de vendas baseados somente na certificação ^distribuições baseadas apenas na certificação |              |            |

## Histórico de lançamento
| País          | Data                | Edição   | Formato                | Gravadora(s)         | Referência(s)           |
| ------------- | ------------------- | -------- | ---------------------- | -------------------- | ----------------------- |
| Dinamarca     | 23 de junho de 2003 | Padrão   | CD download digital    | Sony Music           | [ 183 ]                 |
| Finlândia     | 23 de junho de 2003 | Padrão   | CD download digital    | Sony Music           | [ 184 ]                 |
| França        | 23 de junho de 2003 | Padrão   | CD download digital    | Sony Music           | [ 185 ] [ 186 ] [ 187 ] |
| Noruega       | 23 de junho de 2003 | Padrão   | CD download digital    | Sony Music           | [ 188 ]                 |
| Suécia        | 23 de junho de 2003 | Padrão   | CD download digital    | Sony Music           | [ 189 ] [ 190 ]         |
| Reino Unido   | 23 de junho de 2003 | Padrão   | CD download digital    | RCA                  | [ 191 ] [ 192 ] [ 193 ] |
| Argentina     | 24 de junho de 2003 | Padrão   | CD download digital    | Sony Music           | [ 194 ]                 |
| Brasil        | 24 de junho de 2003 | Padrão   | CD download digital    | Sony Music           | [ 195 ] [ 196 ]         |
| Canada        | 24 de junho de 2003 | Padrão   | CD download digital    | Sony Music           | [ 197 ] [ 198 ]         |
| Mexico        | 24 de junho de 2003 | Padrão   | CD download digital    | Sony Music           | [ 199 ] [ 200 ]         |
| Nova Zelândia | 24 de junho de 2003 | Padrão   | CD download digital    | Sony Music           | [ 201 ]                 |
| Portugal      | 24 de junho de 2003 | Padrão   | CD download digital    | Sony Music           | [ 202 ]                 |
| África do Sul | 24 de junho de 2003 | Padrão   | CD download digital    | Sony Music           | [ 203 ]                 |
| EUA           | 24 de junho de 2003 | Padrão   | CD download digital LP | Columbia Music World | [ 95 ] [ 204 ]          |
| Japão         | 25 de junho de 2003 | Padrão   | CD download digital    | Sony Music           | [ 205 ] [ 206 ]         |
| Austrália     | 27 de junho de 2003 | Padrão   | CD download digital    | Sony Music           | [ 207 ] [ 208 ]         |
| Alemanha      | 27 de junho de 2003 | Padrão   | CD download digital    | Sony Music           | [ 187 ] [ 209 ] [ 210 ] |
| Itália        | 27 de junho de 2003 | Padrão   | CD download digital    | Sony Music           | [ 187 ] [ 211 ] [ 212 ] |
| Taiwan        | 3 de julho de 2003  | Especial | CD download digital    | Sony Music           | [ 213 ]                 |
| Hong Kong     | 7 de julho de 2003  | Especial | CD download digital    | Sony Music           | [ 214 ]                 |